# Birling (Kent)
Pour Birling, un synonyme d'un type de bateau médiéval écossais, voir Birlinn.
Birling est une localité du Kent, au Royaume-Uni.